# Магдалена Шведська
Магдалена Шведська (швед. Magdalena Karlsdotter 1445 — серпень 1495) — шведська принцеса. Вона була дочкою Карла VIII Шведського та його першої королеви-дружини Катаріни Бьюрумської. У 1468–1470 роках її чоловік Івар Аксельссон (Тотт) був обіцяним наступником її батька на посаді регента.

## Біографія
Магдалена була однією з дев'яти дітей Карла, більшість з яких померли в дитинстві. Її батько став королем Швеції в 1448 році. Вона вийшла заміж за Івара Аксельсона (Тотта) у Нючепінгу 21 вересня 1466 року. Їхній шлюб був бездітним. Її чоловіком був дядько Інгеборг Тотт, дружини регента Стена Стуре Старшого.
Її чоловік був колишнім королівським радником у Данії, жив у Швеції з 1464 року, а після одруження з Магдаленою став королівським радником Швеції. У 1468 році його зробили більш-менш неофіційним співрегентом і йому обіцяли наступити свого тестя після його смерті як тимчасового регента, головуючи в раді до обрання нового регента або монарха, і колись він був описується як «наймогутніша людина в Скандинавії». Однак після смерті тестя в 1470 році він не отримав достатньої підтримки, щоб стати регентом для малолітнього сина Карла, зведеного брата Магдалени, якого лорд Стуре незабаром все одно перехитрив. До 1472 року стало зрозуміло, що династія Бондів Магдалени, яка перебувала на одному правлінні, не втримається на троні, а її чоловікові було віддано Стегеборг як феодальне володіння. Івар Аксельссон зрадив Швецію, визнавши в 1476 році, що данський король обіцяв йому Готланд як феодальний володіння, а в 1481 році між Іваром і шведським регентом стався відкритий конфлікт. Івар був визнаний зрадником Швеції, після чого принцеса Магдалена була викрадена та ув’язнена за наказом Еріка Оксенстієрни в раді Вадстени. Магдалена стала вдовою в 1487 році.
Магдалена була благодійницею абатства Сірого монаха на Ріддархольмені в Стокгольмі, на яке зробила багато великих пожертв, якими була відзначена ченцями написом Propentissima Benefactrix Ordinis Nostri. Вона померла в Седерчепінгу і була похована в абатстві Сірого монаха, від якого залишилося мало видимих руїн.